# Moses Odubajo
Moses Odubajo (Greenwich, 28 luglio 1993) è un calciatore inglese, centrocampista dell'AEK Atene.

## Caratteristiche tecniche
Terzino destro, può giocare come terzino sinistro o come centrocampista esterno destro.

## Carriera

### Club
Il primo luglio 2014 il Brentford ne acquista il cartellino in cambio di € 1,3 milioni. Il 7 agosto 2015, dopo una sola stagione di Football League Championship, passa all'Hull City in cambio dell'equivalente di € 5 milioni, restando in Championship.

### Nazionale
Ha giocato nella nazionale inglese Under-20.

## Statistiche

### Presenze e reti nei club
Statistiche aggiornate al 14 maggio 2023.
| Stagione                   | Squadra                    | Campionato                 | Campionato | Campionato | Coppe nazionali | Coppe nazionali | Coppe nazionali | Coppe continentali | Coppe continentali | Coppe continentali | Altre coppe | Altre coppe | Altre coppe | Totale | Totale |
| Stagione                   | Squadra                    | Comp                       | Pres       | Reti       | Comp            | Pres            | Reti            | Comp               | Pres               | Reti               | Comp        | Pres        | Reti        | Pres   | Reti   |
| -------------------------- | -------------------------- | -------------------------- | ---------- | ---------- | --------------- | --------------- | --------------- | ------------------ | ------------------ | ------------------ | ----------- | ----------- | ----------- | ------ | ------ |
| 2011-2012                  | Leyton Orient              | FL1                        | 3          | 1          | FACup+CdL       | 1+0             | 0               | -                  | -                  | -                  | FLT         | 1           | 0           | 5      | 1      |
| 2012-2013                  | Leyton Orient              | FL1                        | 44         | 2          | FACup+CdL       | 4+1             | 0               | -                  | -                  | -                  | FLT         | 5           | 1           | 54     | 3      |
| 2013-2014                  | Leyton Orient              | FL1                        | 46+3       | 10+2       | FACup+CdL       | 3+2             | 0               | -                  | -                  | -                  | FLT         | 3           | 0           | 57     | 12     |
| Totale Leyton Orient       | Totale Leyton Orient       | Totale Leyton Orient       | 93+3       | 13+2       |                 | 11              | 0               |                    | -                  | -                  |             | 9           | 1           | 116    | 16     |
| 2014-2015                  | Brentford                  | FLC                        | 45+2       | 3          | FACup+CdL       | 1+1             | 0               | -                  | -                  | -                  | -           | -           | -           | 49     | 3      |
| 2015-2016                  | Hull City                  | FLC                        | 42+3       | 0          | FACup+CdL       | 3+5             | 0               | -                  | -                  | -                  | -           | -           | -           | 53     | 0      |
| 2016-2017                  | Hull City                  | PL                         | 0          | 0          | FACup+CdL       | 0               | 0               | -                  | -                  | -                  | -           | -           | -           | 0      | 0      |
| 2017-2018                  | Hull City                  | FLC                        | 0          | 0          | FACup+CdL       | 0               | 0               | -                  | -                  | -                  | -           | -           | -           | 0      | 0      |
| Totale Hull City           | Totale Hull City           | Totale Hull City           | 42+3       | 0          |                 | 8               | 0               |                    | -                  | -                  |             | -           | -           | 53     | 0      |
| 2018-2019                  | Brentford                  | FLC                        | 30         | 0          | FACup+CdL       | 4+1             | 0               | -                  | -                  | -                  | -           | -           | -           | 35     | 0      |
| 2019-2020                  | Sheffield Weds             | FLC                        | 22         | 0          | FACup+CdL       | 1+1             | 0               | -                  | -                  | -                  | -           | -           | -           | 24     | 0      |
| 2020-2021                  | Sheffield Weds             | FLC                        | 18         | 0          | FACup+CdL       | 1+3             | 0               | -                  | -                  | -                  | -           | -           | -           | 22     | 0      |
| Totale Sheffield Wednesday | Totale Sheffield Wednesday | Totale Sheffield Wednesday | 40         | 0          |                 | 6               | 0               |                    | -                  | -                  |             | -           | -           | 46     | 0      |
| 2021-2022                  | QPR                        | FLC                        | 28         | 0          | FACup+CdL       | 2+3             | 0               | -                  | -                  | -                  | -           | -           | -           | 33     | 0      |
| 2022-2023                  | Arīs Salonicco             | SL                         | 25         | 2          | CG              | 3               | 0               | UECL               | 3                  | 0                  | -           | -           | -           | 31     | 2      |
| Totale carriera            | Totale carriera            | Totale carriera            | 311        | 19         |                 | 40              | 0               |                    | 3                  | 0                  |             | 9           | 1           | 363    | 20     |